# 革志站
革志站是位于黑龙江省肇源县义顺蒙古族乡的一个铁路车站，邮政编码166524。车站建于1964年春，1966年7月交付使用。有通让铁路经过该站，现仅办理货运，不办理客运业务，车站及其上下行区间均未电气化。车站距离通辽站313公里，隶属沈阳铁路局，是四等站。现已撤销。